# Schöffengrund
Schöffengrund è un comune tedesco di 6 524 abitanti situato nel Land dell'Assia.